# Bestrma
Bestrma falu Horvátországban, Sziszek-Monoszló megyében. Közigazgatásilag Sunjához tartozik.

## Fekvése
Sziszek városától légvonalban 12, közúton 22 km-re délkeletre, községközpontjától  légvonalban 10, közúton 13 km-re nyugatra, a sziszeki Szávamentén, az azonos nevű patak partján fekszik.

## Története
Bestrma a térség török alóli felszabadítása után, a 18. század elején pravoszláv lakossággal betelepített falvak közé tartozik. A falu 1773-ban az első katonai felmérés térképén „Dorf Beszterma” néven szerepel. A településnek 1857-ben 255, 1910-ben 650 lakosa volt. Zágráb vármegye Petrinyai járásához tartozott.
A délszláv háború előtt a falu csaknem teljes lakossága szerb nemzetiségű volt. 1991. június 25-én a független Horvátország része lett. A délszláv háború idején szerb lakossága a JNA erőihez csatlakozott. Északi határa egyben a Krajinai Szerb Köztársaság határa is volt. A falut 1995. augusztus 5-én a Vihar hadművelettel foglalta vissza a horvát hadsereg. A szerb lakosság nagy része elmenekült. A településnek 2011-ben 86 lakosa volt.

## Népesség
| Lakosság változása | Lakosság változása | Lakosság változása | Lakosság változása | Lakosság változása | Lakosság változása | Lakosság változása | Lakosság változása | Lakosság változása | Lakosság változása | Lakosság változása | Lakosság változása | Lakosság változása | Lakosság változása | Lakosság változása | Lakosság változása |
| ------------------ | ------------------ | ------------------ | ------------------ | ------------------ | ------------------ | ------------------ | ------------------ | ------------------ | ------------------ | ------------------ | ------------------ | ------------------ | ------------------ | ------------------ | ------------------ |
| 1857               | 1869               | 1880               | 1890               | 1900               | 1910               | 1921               | 1931               | 1948               | 1953               | 1961               | 1971               | 1981               | 1991               | 2001               | 2011               |
| 255                | 324                | 415                | 487                | 580                | 650                | 650                | 699                | 413                | 471                | 479                | 471                | 343                | 290                | 166                | 86                 |

(1971-ig Blinjska Greda lakosságával együtt.)